# Peugeot 107
Peugeot 107 je posljednji od tri gotovo potpuno identična automobila, nakon Citroëna C1 i Toyote Aygo.
Peugeot 107 nasljeđuje "staru" 106-icu i savršeni je automobil za gradske gužve koje postaju sve veće. Moglo bi se reći da je to mlađi brat izuzetno popularne 206-ice ili predhodnik lijepo dorađene 207-ice.  Na hrvatsko tržište dolazi s 1,0 litrenim trocilindričnim VVT-i benzinskim motorom uz prosječnu potrošnju od samo 4,6 l/100 km.
Dizelski motor je 1,4 HDi snage 54 KS a potrošnja je oko 4 l/100 km. Može se birati između tri paketa opreme: Urban, Trendy i Urban Move.